# Nina the Starry Bride
Nina the Starry Bride (яп. 星降る王国のニナ, Hoshifuru Ōkoku no Nina, укр. Ніна зоряна наречена) — манґа, написана й проілюстрована Рікачі. Серію почали публікувати в журналі Be Love у жовтні 2019 року. Станом на листопад 2024 року манга зібрана у п'ятнадцять томів танкобонів. Аніме-адаптація, створена студією Signal.MD, вийшла у жовтні 2024 року й стала фінальним проєктом студії.

## Сюжет
Ніна — сирота, яка живе у фантастичній країні Фортуна. Принц Азур знаходить її та помічає, що її незвичайні блакитні очі схожі на очі покійної принцеси Аліші, яку мали видати заміж за правителя могутньої сусідньої країни. Тому принц Азур задумує план, щоб Ніна зайняла місце принцеси Аліші, але поступово вони починають тягнутися один до одного.

## Персонажі
Ніна (яп. ニナ)
Сейю: Танака Мінамі (оригінал), Джилл Гарріс (англійський дубляж)
Азур (яп. アズール, Azūru)
Сейю: Юїчіро Умехара (оригінал), Бен Стегмаєр (англійський дубляж)
Сет (яп. セト, Seto)
Сейю: Утіяма Кокі (оригінал), Остін Тіндл (англійський дубляж)
Мухулум (яп. ムフルム, Mufurumu)
Сейю: Нао Тояма (оригінал), Емі Ло (англійський дубляж)
Дайтас (яп. ダイタス, Daitasu)
Сейю: Тацуя Томізава (оригінал), Даніель Ван Томас (англійський дубляж)
Йор (яп. ヨル, Yoru)
Сейю: Сейїчіро Ямашіта
Бідо (яп. ビドー, Bidō)
Сейю: Кайто Ішікава
Тоат (яп. トート, Tōto)
Сейю: Шун Хоріє
Хікамі (яп. ヒカミ)
Сейю: Сайґа Міцукі
Анна (яп. アン, An)
Сейю: Масумі Тазава

## Медіа

### Манґа
Написана й проілюстрована Рікачі, серія почала виходити в Be Love 1 жовтня 2019 року. Станом на листопад 2024 року окремі розділи були зібрані у п'ятнадцять томів танкобонів. У лютому 2021 року Kodansha USA оголосила про отримання ліцензії на англомовне видання серії. Під час панелі на Anime NYC 2022 Kodansha USA анонсувала друкований випуск на осінь 2023 року.

#### Список томів
| №  | Дата виходу       | ISBN                   |
| -- | ----------------- | ---------------------- |
| 1  | 13 березня 2020   | ISBN 978-4-06-518717-3 |
| 2  | 13 липня 2020     | ISBN 978-4-06-520217-3 |
| 3  | 13 жовтня 2020    | ISBN 978-4-06-520983-7 |
| 4  | 12 лютого 2021    | ISBN 978-4-06-522365-9 |
| 5  | 11 червня 2021    | ISBN 978-4-06-523658-1 |
| 6  | 13 жовтня 2021    | ISBN 978-4-06-525681-7 |
| 7  | 10 лютого 2022    | ISBN 978-4-06-526769-1 |
| 8  | 13 липня 2022     | ISBN 978-4-06-528572-5 |
| 9  | 11 листопада 2022 | ISBN 978-4-06-529878-7 |
| 10 | 13 березня 2023   | ISBN 978-4-06-531144-8 |
| 11 | 10 серпня 2023    | ISBN 978-4-06-532772-2 |
| 12 | 13 грудня 2023    | ISBN 978-4-06-534052-3 |
| 13 | 12 квітня 2024    | ISBN 978-4-06-535302-8 |
| 14 | 12 вересня 2024   | ISBN 978-4-06-536824-4 |
| 15 | 13 листопада 2024 | ISBN 978-4-06-537571-6 |

### Аніме
Аніме-адаптацію телесеріалу було анонсовано 30 листопада 2023 року. Виробництвом займалася студія Signal.MD, режисером став Кенічіро Комая, сценарій написала Юка Ямада, дизайн персонажів розробила Кьоко Такетані, а музику склала Нацумі Табучі. Серіал вийшов 10 жовтня 2024 року на Tokyo MX і BS Asahi. Опенніґ (з епізоду 02 і далі) — «Nina» у виконанні Мааї Сакамото, а ендоніґ — «Hoshi no Dengon» (Послання від зірок) у виконанні Нао Тояма. Crunchyroll почав странслювати серію за три дні до японської прем'єри. Це була фінальна анімаційна робота Signal.MD, оскільки студія об'єднається з Production I.G у червні 2025 року.

#### Список серій
| № серії | Назва серії                                                                             | Режисер(и)      | Сценарист(и) | Режисер(и) анімації          | Оригінальна дата показу |
| ------- | --------------------------------------------------------------------------------------- | --------------- | ------------ | ---------------------------- | ----------------------- |
| 1       | «Джерело гріха» Транслітерація: «Tsumi no Hajimari» (яп. 罪のはじまり)                  | Казухо Кунімото | Юка Ямада    | Сіндзі Уширо                 | 10 жовтня 2024          |
| 2       | «The Lost Name» Транслітерація: «Usinawareta Namae» (яп. Втрачені імена)                | Ікухіро Мацуї   | Юка Ямада    | Сіндзі Уширо                 | 17 жовтня 2024          |
| 3       | «The Night of Dreams» Транслітерація: «Yume Saku Yoru» (яп. Ніч мрій)                   | Казуя Міцухаші  | Юка Ямада    | Сіндзі Уширо                 | 24 жовтня 2024          |
| 4       | «День від'їзду» Транслітерація: «Shuttatsu no Hi» (яп. 出立の日)                        | Куманеко Анкоку | Юка Ямада    | Сіндзі Уширо                 | 31 жовтня 2024          |
| 5       | «Багряні очі» Транслітерація: «Shinku no Hitomi» (яп. 深紅の瞳)                         | Казуя Міцухаші  | Юка Ямада    | Сіндзі Уширо                 | 7 листопада 2024        |
| 6       | «Перша принцеса» Транслітерація: «Hajimete no Hime» (яп. はじめての姫)                  | Казухо Кунімото | Юка Ямада    | Сіндзі Уширо                 | 14 листопада 2024       |
| 7       | «Велика мрія нації» Транслітерація: «Taikoku no Yume» (яп. 大国の夢)                    | Рю Ядзіма       | Юка Ямада    | Сіндзі Уширо                 | 21 листопада 2024       |
| 8       | «Спогади про кров» Транслітерація: «Chi no Kioku» (яп. 血の記憶)                        | Ікухіро Мацуї   | Юка Ямада    | Сіндзі Уширо                 | 28 листопада 2024       |
| 9       | «Вікно кохання» Транслітерація: «Kesō no Mado» (яп. 懸想の窓)                           | Кайханг Чен     | Юка Ямада    | Сіндзі Уширо                 | 5 грудня 2024           |
| 10      | «Медові вуста, але серце з отрутою» Транслітерація: «Kōmitsu Fukuken» (яп. 口蜜腹剣)    | Рю Ядзіма       | Юка Ямада    | Сіндзі Уширо                 | 12 грудня 2024          |
| 11      | «Кохання, якого не може бути» Транслітерація: «Aite Awazaru Koi» (яп. 逢ひて逢わざる恋) | Пей Ні Хонг     | Юка Ямада    | - Сіндзі Уширо - Такаші Цуге | 19 грудня 2024          |
| 12      | «Доля зірок» Транслітерація: «Hoshi no Yukue» (яп. 星のゆくえ)                          | Казухо Кунімото | Юка Ямада    | - Сіндзі Уширо - Такаші Цуге | 26 грудня 2024          |

## Сприйняття
Nina the Starry Bride отримала 46-ту премію премію манґи Коданся у категорії «сьодзьо» у 2022 році. Юка Шіраїші з Real Sound назвала цю манґу шостою найкращою у 2021 році. Бріанна Фокс-Пріст із Otaku USA похвалила дизайн персонажів і сюжет, зазначивши: «Є більш захопливі романтичні манґи, але ця має потенціал для розвитку. Судячи з обкладинок майбутніх томів, Nina the Starry Bride ще має що розповісти».
У огляді на весняну манґу 2021 року від Anime News Network Ребекка Сільверман і Лінзі Лаверідж написали свої рецензіції для сайту. Сільверман високо оцінила головну героїню, малюнок і сюжет, зазначивши: «Це варто прочитати. Мальовка чиста, із гарним використанням деталей, особливо в одязі, а інтрига підтримує динаміку». Лаверідж поділилася схожими враженнями про манґу.